# 쿠르스크주
쿠르스크주(러시아어: Курская область 쿠르스카야 오블라스티[*], IPA: [ˈkurskəjə ˈobləsʲtʲ])는 러시아의 (주) 연방주체이다. 행정중심은 도시인 쿠르스크다. 2021년 인구 조사에 따르면 쿠르스크주의 인구는 1,082,458명이다.

## 시간대
모스크바 시간 (MSK/MSD)에 놓여 있다. UTC와의 시차는 +0300 (MSK)/+0400 (MSD)이다.

## 행정 구역

### 군
- 벨롭스키군
- 볼셰솔다츠키군
- 체레미시놉스키군
- 드미트리옙스키군
- 파테시스키군
- 글루시콥스키군
- 고르셰첸스키군
- 카스토렌스키군
- 호무톱스키군
- 코니솁스키군
- 코레넵스키군
- 쿠르차톱스키군
- 쿠르스키군
- 리곱스키군
- 만투톱스키군
- 메드벤스키군
- 오보얀스키군
- 옥탸브리스키군
- 포니롭스키군
- 프리스텐스키군
- 릴스키군
- 시그롭스키군
- 솔른쳅스키군
- 소베츠키군
- 수잔스키군
- 팀스키군
- 젤레즈노고르스키군
- 졸로투힌스키군

## 인구
2005년도의 인구는 119만9,100명이었다. 1인당 인구 밀도는 2005년엔 40,2명/km2이었다.
| 민족           | 2002년도의 인구 수 (*보관됨 2012-01-26 - 웨이백 머신) |
| -------------- | ----------------------------------------------------- |
| 러시아인       | 1184,0                                                |
| 우크라이나인   | 20,9                                                  |
| 아르메니아인   | 5,9                                                   |
| 벨라루스인     | 2,9                                                   |
| 집시           | 2,3                                                   |
| 아제르바이잔인 | 1,9                                                   |
| 타타르인       | 1,6                                                   |
| 몰도바인       | 1,3                                                   |
| 튀르키예인     | 1,2                                                   |
| 조지아인       | 1,0                                                   |

| 연도                | 인구      | ±%     |
| ------------------- | --------- | ------ |
| 1897                | 2,371,012 | —      |
| 1926                | 2,906,360 | +22.6% |
| 1959                | 1,483,305 | −49.0% |
| 1970                | 1,473,864 | −0.6%  |
| 1979                | 1,398,889 | −5.1%  |
| 1989                | 1,339,414 | −4.3%  |
| 2002                | 1,235,091 | −7.8%  |
| 2010                | 1,127,081 | −8.7%  |
| 2021                | 1,082,458 | −4.0%  |
| Source: Census data |           |        |

인구: 1,082,458 (2021년 인구 조사); 1,127,081 (2010년 인구 조사); 1,235,091 (2002년 인구 조사); 1,339,414 (1989년 인구 조사).

## 같이 보기
- 우크라이나의 쿠르스크주 점령